# Spirapril
Spiraprilul este un medicament antihipertensiv, fiind utilizat în tratamentul hipertensiunii arteriale și a insuficienței cardiace. Acționează ca inhibitor al enzimei de conversie a angiotensinei (IECA). Calea de administrare disponibilă este cea orală. A fost brevetat în 1980 și a fost aprobat pentru uz medical în 1995. Este disponibil sub formă de medicament generic. Este un compus spiro cu sulf.